# 渡辺泰広
渡辺 泰広（わたなべ やすひろ、1992年10月4日 - ）は、新潟県新潟市出身の元プロサッカー選手。サッカー指導者。現役時代のポジションはGK。

## 来歴
ジュニアユース（現アルビレックス新潟U-15）時代からアルビレックス新潟に所属している、地元出身の生え抜き選手。プロ入り前から各世代の日本代表に選出され、2009年には2009 FIFA U-17ワールドカップに出場するU-17日本代表にも選出された。また、この年から2種登録選手としてトップチームの練習に参加しており、Jサテライトリーグの控えとしてベンチ入りを経験したほか、トップチームのGKに怪我人が続出していた2010年にはJ1の試合のベンチ入りも経験している。
高校卒業後の2011年、正式にトップチームに昇格。同期入団は酒井宣福、増田繁人が居る。その後4年間では度重なる怪我の影響もありトップチームでの出場機会は得られなかった。2015年および2016年は徳島ヴォルティスへ、2017年はJAPANサッカーカレッジへ期限付き移籍し、2018年に新潟に復帰した。しかし、ここでも出場機会を得られず同年8月にVONDS市原へ期限付き移籍し、シーズン終了後に契約満了による退団が発表された。
2019年よりブラウブリッツ秋田へ加入した。
同年は松本拓也を前に出場は無かったものの、松本の移籍した2020シーズンはSC相模原から加入した田中雄大とのポジション争いには敗れたものの、2試合に出場した。
2020年12月4日、契約満了による退団が発表された。
2021年よりJFLのヴェルスパ大分に移籍となった。
2022年11月、現役引退を発表した。。
2023年からは古巣のアルビレックス新潟のスタッフとなり2023年はU-15GKコーチ、2024年はトップチームのアシスタントGKコーチを務めた。2025年、GKコーチに就任した。

## 所属クラブ
- 2002年 - 2004年 鳥屋野ファイターズ（新潟市立鳥屋野小学校）
- 2005年 - 2007年 アルビレックス新潟ジュニアユース（新潟市立上山中学校）
- 2008年 - 2010年 アルビレックス新潟ユース（開志学園高校）
  - 2009年 - 2010年 アルビレックス新潟（2種登録）
- 2011年 - 2018年  アルビレックス新潟
  - 2015年 - 2016年  徳島ヴォルティス（期限付き移籍）
  - 2017年 JAPANサッカーカレッジ（期限付き移籍）
  - 2018年8月 - 同年12月  VONDS市原（期限付き移籍）
- 2019年 - 2020年  ブラウブリッツ秋田
- 2021年 - 2022年  ヴェルスパ大分

## 個人成績
| 国内大会個人成績 | 国内大会個人成績 | 国内大会個人成績 | 国内大会個人成績 | 国内大会個人成績 | 国内大会個人成績 | 国内大会個人成績 | 国内大会個人成績 | 国内大会個人成績 | 国内大会個人成績 | 国内大会個人成績 | 国内大会個人成績 |
| 年度             | クラブ           | 背番号           | リーグ           | リーグ戦         | リーグ戦         | リーグ杯         | リーグ杯         | オープン杯       | オープン杯       | 期間通算         | 期間通算         |
| 年度             | クラブ           | 背番号           | リーグ           | 出場             | 得点             | 出場             | 得点             | 出場             | 得点             | 出場             | 得点             |
| 日本             | 日本             | 日本             | 日本             | リーグ戦         | リーグ戦         | リーグ杯         | リーグ杯         | 天皇杯           | 天皇杯           | 期間通算         | 期間通算         |
| ---------------- | ---------------- | ---------------- | ---------------- | ---------------- | ---------------- | ---------------- | ---------------- | ---------------- | ---------------- | ---------------- | ---------------- |
| 2011             | 新潟             | 22               | J1               | 0                | 0                | 0                | 0                | 0                | 0                | 0                | 0                |
| 2012             | 新潟             | 22               | J1               | 0                | 0                | 0                | 0                | 0                | 0                | 0                | 0                |
| 2013             | 新潟             | 22               | J1               | 0                | 0                | 0                | 0                | 0                | 0                | 0                | 0                |
| 2014             | 新潟             | 22               | J1               | 0                | 0                | 0                | 0                | 0                | 0                | 0                | 0                |
| 2015             | 徳島             | 21               | J2               | 0                | 0                | -                | -                | 0                | 0                | 0                | 0                |
| 2016             | 徳島             | 21               | J2               | 0                | 0                | -                | -                | 1                | 0                | 1                | 0                |
| 2017             | JSC              | 1                | 北信越           | 13               | 0                | -                | -                | -                | -                | 13               | 0                |
| 2018             | 新潟             | 21               | J2               | 0                | 0                | 1                | 0                | 0                | 0                | 1                | 0                |
| 2018             | V市原            | 31               | 関東1部          | 6                | 0                | -                | -                | -                | -                | 6                | 0                |
| 2019             | 秋田             | 1                | J3               | 0                | 0                | -                | -                | 0                | 0                | 0                | 0                |
| 2020             | 秋田             | 1                | J3               | 2                | 0                | -                | -                | 0                | 0                | 2                | 0                |
| 2021             | V大分            | 20               | JFL              | 15               | 0                | -                | -                | 2                | 0                | 17               | 0                |
| 2022             | V大分            | 20               | JFL              | 13               | 0                | -                | -                | 0                | 0                | 13               | 0                |
| 通算             | 日本             | 日本             | J1               | 0                | 0                | 0                | 0                | 0                | 0                | 0                | 0                |
| 通算             | 日本             | 日本             | J2               | 0                | 0                | 1                | 0                | 1                | 0                | 2                | 0                |
| 通算             | 日本             | 日本             | J3               | 2                | 0                | -                | -                | 0                | 0                | 2                | 0                |
| 通算             | 日本             | 日本             | JFL              | 28               | 0                | -                | -                | 2                | 0                | 30               | 0                |
| 通算             | 日本             | 日本             | 北信越           | 13               | 0                | -                | -                | 0                | 0                | 13               | 0                |
| 通算             | 日本             | 日本             | 関東1部          | 6                | 0                | -                | -                | -                | -                | 6                | 0                |
| 総通算           | 総通算           | 総通算           | 総通算           | 49               | 0                | 1                | 0                | 3                | 0                | 53               | 0                |

- 2009年、2010年は2種登録。
- 2016年8月27日：公式戦初出場 - 天皇杯1回戦 vsFC徳島セレステ (鳴門大塚)

## タイトル

### クラブ
ブラウブリッツ秋田
- J3リーグ：1回（2020年）

## 代表歴
- 2007年 - 2009年 U-15、U-16、U-17日本代表
  - 2009 FIFA U-17ワールドカップ （出場1試合･0得点･2失点）
- 2009年 U-18日本代表

## 指導歴
- 2023年 - アルビレックス新潟
  - 2023年 U-15 GKコーチ
  - 2024年 トップチーム アシスタントGKコーチ
  - 2025年 - トップチーム GKコーチ